# Équipe de Géorgie de football
Cet article traite de l'équipe masculine. Pour l'équipe féminine, voir Équipe de Géorgie féminine de football.
Maillots
L'équipe de Géorgie de football  (en géorgien : საქართველოს ეროვნული საფეხბურთო ნაკრები) est l'équipe nationale qui représente la Géorgie  dans les compétitions internationales de football masculin, sous l'égide de la Fédération géorgienne de football (GFF). Elle consiste en une sélection des meilleurs joueurs géorgiens.
Le premier match de l'équipe géorgienne a eu lieu le 27 mai 1990 face à la Lituanie, alors que la Géorgie était encore affiliée à l'Union soviétique.

## Histoire

### Années 1990: Les premiers pas de la sélection géorgienne
L'histoire de l'équipe nationale de Géorgie commence en 1990, lorsque les meilleurs footballeurs géorgiens rencontrent l'équipe de Lituanie. Le match a lieu le 27 mai 1990 au Stade Lénine Dinamo à Tbilissi. Cette première rencontre amicale se termine sur un match nul : 2-2. Ce fut le seul match que disputa la Géorgie sous l’ère soviétique, avant que le pays n’accède à l'indépendance le 9 avril 1991 à la suite de la chute de l'URSS. L'année suivante, l'équipe remporte son premier match en tant que nation indépendante face à la Moldavie sur le score de 4 buts à 2.
En 1992, la Fédération de géorgienne de football devient membre de la FIFA et de l'UEFA, ce qui permet à l'équipe de pouvoir participer aux plus grandes compétitions internationales telle que la Coupe du monde ou le Championnat d'Europe. Son premier match en septembre 1994 est pour le compte des qualifications pour l'Euro 1996, face à la Moldavie les Géorgiens perdent par un but à zéro. À la suite de ces éliminatoires, l'équipe finit troisième de son groupe à sept points du deuxième qualifiée pour l'Euro : la Bulgarie.
En 1998, pour leur première phase qualificative pour une coupe du monde, l'équipe finit à la quatrième place du groupe avec dix points et à égalité avec la Pologne, troisième du groupe. À la fin des qualifications, l'équipe atteint la 42e place du classement FIFA (son meilleur classement depuis la création de l'équipe).

### Un long passage à vide (2000-2021)

#### Années 2000
Pour l'Euro 2000, l'équipe termine dernière du groupe avec une seule victoire, deux nuls et sept défaites. En 2002, l'équipe arrive à se classer troisième du groupe grâce à trois victoires (deux contre la Lituanie et une contre la Hongrie), la sélection géorgienne se trouve à six points de la Roumanie deuxième qualifiée.
Pour l'Euro 2004, l'équipe géorgienne parvient à battre la Russie grâce à un but de Malkhaz Asatiani et bat également l'Albanie sur le score de trois buts à zéro, mais ces victoires ne permettent pas à l'équipe de pouvoir accéder à la phase finale et ils finissent à la cinquième et dernière place du groupe. À la suite de ces mauvais résultats et de la non qualification pour l'Euro, la fédération limoge l'entraineur Gocha Tkebuchava, il est remplacé par le Français Alain Giresse.
À la suite de piètres résultats dans la course pour la qualification à la Coupe du monde 2006, le technicien français est remercié en juillet 2005, son adjoint Gayoz Darsadze assure l’intérim et connaît la plus large défaite de la Géorgie face au Danemark (6-1.) Il est remplacé par le sélectionneur allemand Klaus Toppmöller.
Pour les éliminatoires de l'Euro 2008, la sélection parvient à battre l’Écosse sur le score de deux buts à zéro à domicile, mais l'équipe échoue à la qualification et se retrouve avant dernière de son groupe juste devant les îles Féroé. Entre ces matchs de qualifications, l'équipe parvient à battre en amical l'Uruguay (2-0) et la Turquie (1-0) sans encaisser de but. En 2008, pour leur premier match de qualification pour la Coupe du monde 2010, l'équipe, à la suite de la guerre d'Ossétie du Sud se voit contraindre par la FIFA de jouer au Stadion am Bruchweg à Mayence en Allemagne.

#### Années 2010
La Géorgie ne se qualifiera ni pour les Coupes du monde 2010, 2014 et 2018 ni pour l'Euro 2012 et 2016. Malgré ces échecs, elle se montre très rigoureuse défensivement et donne régulièrement du fil à retordre à de plus fortes nations qu'elle en obtenant des matchs nuls ou des défaites de moins de deux buts d'écarts (0-0 à domicile contre la France en éliminatoires du Mondial 2014, défaite 1-2 sur la pelouse de l'Allemagne en éliminatoires de l'Euro 2016, matchs nuls et/ou défaites d'un but d'écart contre le Pays de Galles, l'Autriche ou encore l'Irlande en éliminatoires de la Coupe du monde 2018).
Dans le groupe 1 de la Ligue D lors de l'édition 2018-2019 de Ligue des nations, la Géorgie survole sa poule en terminant en tête avec cinq victoires et un nul en six rencontres, synonyme de promotion en Ligue C lors de l'édition 2020-2021 et d'éligibilité pour les barrages de l'Euro 2021 via la voie D, puisque la Géorgie n'a terminé qu'à la quatrième et avant-dernière place de son groupe de qualification à huit points de la deuxième place, les deux premiers étant directement qualifiés.
Le 8 octobre 2020, la Géorgie défait à domicile (1-0) la Biélorussie en demi-finale des barrages grâce à un penalty transformé à la septième minute de jeu par Tornike Okriashvili. Le 12 novembre 2020, la Géorgie reçoit la Macédoine du Nord pour la finale de barrages de la voie D. Elle s'incline chez elle d'une courte tête sur une réalisation de Goran Pandev à la 56e minute de jeu en faveur de la sélection des Balkans et échoue de peu à se qualifier pour le premier Euro de son histoire.

### L'ère Willy Sagnol: montée en puissance (depuis 2022)
La sélection réalise ensuite des progrès remarquables sous la houlette du nouvel entraîneur français Willy Sagnol. En effet, lors des éliminatoires de la Coupe du monde de football 2022, la Géorgie accroche un match nul à l'extérieur contre la Grèce (1-1) et s'impose à domicile contre la Suède (2-0).
Mais surtout, la Géorgie remporte avec la manière son groupe de Ligue C lors de l'édition 2022-2023 de la Ligue des nations, avec cinq victoires et un match nul en six rencontres, dont des succès écrasants à l'extérieur contre la Bulgarie (5-2) et la Macédoine du Nord (3-0) et 2 victoires à l'aller comme au retour contre les Macédoniens (3-0 à l'aller à l'extérieur, 2-0 à domicile au retour), ce qui lui permet de prendre sa revanche sur la formation balkanique qui lui avait barré la route de l'Euro 2021 et d'être promue en Ligue B lors de l'édition suivante de Ligue des nations.

#### Euro 2024: une première qualification à une compétition internationale
Cette performance en Ligue des nations permet à la Géorgie d'être éligible aux barrages de qualification pour l'Euro 2024.
Le 21 mars 2024, la Géorgie accueille le Luxembourg en demi-finale de la voie C. Elle bat l'équipe du Grand-Duché (2-0) sur un doublé de Zivzivadze et se qualifie pour la finale qu'elle dispute également à domicile.
Le 26 mars 2024, la Géorgie se qualifie pour l'Euro 2024 en éliminant la Grèce en finale de barrage aux tirs au but (4-2) après un score nul et vierge au terme des prolongations ; il s'agit de la première qualification du pays pour une compétition internationale. Le tirage au sort de la phase finale de l'Euro 2024 place la Géorgie (vainqueur des barrages de la Voie C) dans le Groupe F en compagnie du Portugal, de la Turquie et de la Tchéquie. Ils se font remarquer après leur succès 2 à 0 face au Portugal, leur permettant de se qualifier pour les huitièmes de finale, lors de leur premier Euro, grâce à des buts de Kvaratskhelia et Mikautadze.
Mais face à une Espagne trop forte, les Géorgiens quittent finalement le tournoi la tête haute. Le Normand avait accordé un peu d'espoir aux Croisés contre son gré (but contre son camp), avant que le collectif ne sombre par la suite (4-1).

## Palmarès

### Parcours enCoupe du monde
| Année | Position                      |      | Année                         | Position |               | Année | Position |
| 1930  | Membre de l' Union soviétique | 1974 | Membre de l' Union soviétique | 2010     | Non qualifiée |       |          |
| 1934  | Membre de l' Union soviétique | 1978 | Membre de l' Union soviétique | 2014     | Non qualifiée |       |          |
| 1938  | Membre de l' Union soviétique | 1982 | Membre de l' Union soviétique | 2018     | Non qualifiée |       |          |
| 1950  | Membre de l' Union soviétique | 1986 | Membre de l' Union soviétique | 2022     | Non qualifiée |       |          |
| 1954  | Membre de l' Union soviétique | 1990 | Membre de l' Union soviétique | 2026     | À venir       |       |          |
| 1958  | Membre de l' Union soviétique | 1994 | Non inscrite                  | 2030     | À venir       |       |          |
| 1962  | Membre de l' Union soviétique | 1998 | Non qualifiée                 | 2034     | À venir       |       |          |
| 1966  | Membre de l' Union soviétique | 2002 | Non qualifiée                 |          |               |       |          |
| 1970  | Membre de l' Union soviétique | 2006 | Non qualifiée                 |          |               |       |          |

| Phase finale | Phase finale               | Phase qualificative        | Phase qualificative        | Phase qualificative        | Phase qualificative        | Phase qualificative        | Phase qualificative        | Phase qualificative        | Phase qualificative        |
| Année        | Position                   | Pos                        | J                          | G                          | N                          | P                          | BP                         | BC                         | Diff                       |
| ------------ | -------------------------- | -------------------------- | -------------------------- | -------------------------- | -------------------------- | -------------------------- | -------------------------- | -------------------------- | -------------------------- |
| 1930-1990    | Membre de Union soviétique | Membre de Union soviétique | Membre de Union soviétique | Membre de Union soviétique | Membre de Union soviétique | Membre de Union soviétique | Membre de Union soviétique | Membre de Union soviétique | Membre de Union soviétique |
| 1994         | Non inscrite               | Non inscrite               | Non inscrite               | Non inscrite               | Non inscrite               | Non inscrite               | Non inscrite               | Non inscrite               | Non inscrite               |
| 1998         | Non Qualifiée              | 4/5                        | 8                          | 3                          | 1                          | 4                          | 7                          | 9                          | -2                         |
| 2002         | Non Qualifiée              | 3/5                        | 8                          | 3                          | 1                          | 4                          | 12                         | 12                         | 0                          |
| 2006         | Non Qualifiée              | 6/7                        | 12                         | 2                          | 4                          | 6                          | 14                         | 25                         | -11                        |
| 2010         | Non Qualifiée              | 6/6                        | 10                         | 0                          | 3                          | 7                          | 7                          | 19                         | -12                        |
| 2014         | Non Qualifiée              | 4/5                        | 8                          | 1                          | 2                          | 5                          | 3                          | 10                         | -7                         |
| 2018         | Non Qualifiée              | 5/6                        | 10                         | 0                          | 5                          | 5                          | 8                          | 14                         | -6                         |
| 2022         | Non Qualifiée              | 4/5                        | 8                          | 3                          | 2                          | 5                          | 7                          | 13                         | -6                         |
| 2026         | À venir                    | À venir                    | À venir                    | À venir                    | À venir                    | À venir                    | À venir                    | À venir                    | À venir                    |
| Total        | Total                      | Total                      | 64                         | 12                         | 18                         | 36                         | 58                         | 102                        | -44                        |

### Parcours enChampionnat d'Europe
| Année | Position                      |      | Année                         | Position |                     | Année | Position |
| 1960  | Membre de l' Union soviétique | 1988 | Membre de l' Union soviétique | 2016     | Non qualifiée       |       |          |
| 1964  | Membre de l' Union soviétique | 1992 | Membre de l' Union soviétique | 2020     | Non qualifiée       |       |          |
| 1968  | Membre de l' Union soviétique | 1996 | Non qualifiée                 | 2024     | Huitièmes de finale |       |          |
| 1972  | Membre de l' Union soviétique | 2000 | Non qualifiée                 | 2028     | À venir             |       |          |
| 1976  | Membre de l' Union soviétique | 2004 | Non qualifiée                 | 2032     | À venir             |       |          |
| 1980  | Membre de l' Union soviétique | 2008 | Non qualifiée                 |          |                     |       |          |
| 1984  | Membre de l' Union soviétique | 2012 | Non qualifiée                 |          |                     |       |          |

| Phase finale | Phase finale               | Phase finale               | Phase finale               | Phase finale               | Phase finale               | Phase finale               | Phase finale               | Phase finale               |                            | Phase qualificative        | Phase qualificative        | Phase qualificative        | Phase qualificative        | Phase qualificative        | Phase qualificative        | Phase qualificative        | Phase qualificative        |                            |
| Année        | Position                   | Pos                        | J                          | G                          | N                          | P                          | BP                         | BC                         | Pos                        | J                          | G                          | N                          | P                          | BP                         | BC                         | Diff                       |                            |                            |
| ------------ | -------------------------- | -------------------------- | -------------------------- | -------------------------- | -------------------------- | -------------------------- | -------------------------- | -------------------------- | -------------------------- | -------------------------- | -------------------------- | -------------------------- | -------------------------- | -------------------------- | -------------------------- | -------------------------- | -------------------------- | -------------------------- |
| 1960-1992    | Membre de Union soviétique | Membre de Union soviétique | Membre de Union soviétique | Membre de Union soviétique | Membre de Union soviétique | Membre de Union soviétique | Membre de Union soviétique | Membre de Union soviétique | Membre de Union soviétique | Membre de Union soviétique | Membre de Union soviétique | Membre de Union soviétique | Membre de Union soviétique | Membre de Union soviétique | Membre de Union soviétique | Membre de Union soviétique | Membre de Union soviétique | Membre de Union soviétique |
| 1996         | Non qualifiée              | Non qualifiée              | Non qualifiée              | Non qualifiée              | Non qualifiée              | Non qualifiée              | Non qualifiée              | Non qualifiée              | 3/6                        | 10                         | 5                          | 0                          | 5                          | 14                         | 13                         | +1                         |                            |                            |
| 2000         | Non qualifiée              | Non qualifiée              | Non qualifiée              | Non qualifiée              | Non qualifiée              | Non qualifiée              | Non qualifiée              | Non qualifiée              | 6/6                        | 10                         | 1                          | 2                          | 7                          | 8                          | 18                         | -10                        |                            |                            |
| 2004         | Non qualifiée              | Non qualifiée              | Non qualifiée              | Non qualifiée              | Non qualifiée              | Non qualifiée              | Non qualifiée              | Non qualifiée              | 5/5                        | 8                          | 2                          | 1                          | 5                          | 8                          | 14                         | -6                         |                            |                            |
| 2008         | Non qualifiée              | Non qualifiée              | Non qualifiée              | Non qualifiée              | Non qualifiée              | Non qualifiée              | Non qualifiée              | Non qualifiée              | 6/7                        | 12                         | 3                          | 1                          | 8                          | 16                         | 19                         | -3                         |                            |                            |
| 2012         | Non qualifiée              | Non qualifiée              | Non qualifiée              | Non qualifiée              | Non qualifiée              | Non qualifiée              | Non qualifiée              | Non qualifiée              | 5/6                        | 10                         | 2                          | 4                          | 4                          | 7                          | 9                          | -2                         |                            |                            |
| 2016         | Non qualifiée              | Non qualifiée              | Non qualifiée              | Non qualifiée              | Non qualifiée              | Non qualifiée              | Non qualifiée              | Non qualifiée              | 5/6                        | 10                         | 3                          | 0                          | 7                          | 10                         | 16                         | -6                         |                            |                            |
| 2021         | Non qualifiée              | Non qualifiée              | Non qualifiée              | Non qualifiée              | Non qualifiée              | Non qualifiée              | Non qualifiée              | Non qualifiée              | 4/5                        | 8                          | 2                          | 2                          | 4                          | 7                          | 11                         | -4                         |                            |                            |
| 2024         | Huitièmes de finale        | 15e                        | 4                          | 1                          | 1                          | 2                          | 5                          | 8                          | 4/5                        | 10                         | 3                          | 3                          | 4                          | 14                         | 18                         | -4                         |                            |                            |
| 2028         | À venir                    | À venir                    | À venir                    | À venir                    | À venir                    | À venir                    | À venir                    | À venir                    | À venir                    | À venir                    | À venir                    | À venir                    | À venir                    | À venir                    | À venir                    | À venir                    |                            |                            |
| 2032         | À venir                    | À venir                    | À venir                    | À venir                    | À venir                    | À venir                    | À venir                    | À venir                    | À venir                    | À venir                    | À venir                    | À venir                    | À venir                    | À venir                    | À venir                    | À venir                    |                            |                            |
| Total        | 1/6                        |                            | 4                          | 1                          | 1                          | 2                          | 5                          | 8                          |                            |                            | 78                         | 21                         | 13                         | 44                         | 84                         | 118                        | -34                        |                            |

### Parcours enLigue des nations
| Édition   | Ligue | Phase de Groupe | Phase de Groupe | Phase de Groupe | Phase de Groupe | Phase de Groupe | Phase de Groupe | Phase de Groupe | Phase finale | Phase finale | Phase finale | Phase finale | Phase finale | Phase finale | Phase finale | Phase finale |
| Édition   | Ligue | Class.          | M               | V               | N               | D               | bp              | bc              | Pays hôte    | Résultat     | M            | V            | N            | D            | bp           | bc           |
| --------- | ----- | --------------- | --------------- | --------------- | --------------- | --------------- | --------------- | --------------- | ------------ | ------------ | ------------ | ------------ | ------------ | ------------ | ------------ | ------------ |
| 2018-2019 | D     | 1/4             | 6               | 5               | 1               | 0               | 12              | 2               | 2019         | Inéligible   | Inéligible   | Inéligible   | Inéligible   | Inéligible   | Inéligible   | Inéligible   |
| 2020-2021 | C     | 3/4             | 6               | 1               | 4               | 1               | 6               | 6               | 2021         | Inéligible   | Inéligible   | Inéligible   | Inéligible   | Inéligible   | Inéligible   | Inéligible   |
| 2022-2023 | C     | 1/4             | 6               | 5               | 1               | 0               | 16              | 3               | 2023         | Inéligible   | Inéligible   | Inéligible   | Inéligible   | Inéligible   | Inéligible   | Inéligible   |
| 2024-2025 | B     | 3/4             | 6               | 2               | 1               | 3               | 7               | 6               | 2025         | Inéligible   | Inéligible   | Inéligible   | Inéligible   | Inéligible   | Inéligible   | Inéligible   |
| Total     | Total | Total           | 24              | 13              | 7               | 4               | 41              | 17              | Total        | Total        | 0            | 0            | 0            | 0            | 0            | 0            |

### Classement FIFA
| Année              | 1994 | 1995 | 1996 | 1997 | 1998 | 1999 | 2000 | 2001 | 2002 | 2003 | 2004 | 2005 | 2006 | 2007 | 2008 | 2009 | 2010 | 2011 | 2012 | 2013 | 2014 | 2015 | 2016 | 2017 | 2018 | 2019 | 2020 | 2021 | 2022 | 2023 | 2024 |
| ------------------ | ---- | ---- | ---- | ---- | ---- | ---- | ---- | ---- | ---- | ---- | ---- | ---- | ---- | ---- | ---- | ---- | ---- | ---- | ---- | ---- | ---- | ---- | ---- | ---- | ---- | ---- | ---- | ---- | ---- | ---- | ---- |
| Classement mondial | 92   | 79   | 95   | 69   | 52   | 66   | 66   | 58   | 90   | 93   | 104  | 104  | 94   | 77   | 108  | 124  | 73   | 73   | 73   | 101  | 125  | 122  | 118  | 104  | 89   | 91   | 89   | 85   | 78   | 77   | 68   |

## Personnalités

### Joueurs
- Artchil Arveladze
- Georgiou Demetradze
- Temuri Ketsbaia
- Georgiou Kinkladze
- Georgi Lomaia
- Georgiou Nemsadze
- Vakhtang Pantskhava
- Kakhaber Kaladze

### Sélectionneurs
Les sélectionneurs en italique ont assuré l'intérim.
Mis à jour le 9 juin 2025.
| Sélectionneur                     | Période   | Matchs | Gagnés | Nuls | Perdus | Gagnés % |
| --------------------------------- | --------- | ------ | ------ | ---- | ------ | -------- |
| Givi Nodia                        | 1990      | 1      | 0      | 1    | 0      | 0        |
| Giga Norakidze                    | 1991-1992 | 4      | 2      | 0    | 2      | 50       |
| Aleksandr Chivadze                | 1993-1996 | 24     | 9      | 1    | 14     | 37,5     |
| Vladimir Gutsaev                  | 1996      | 2      | 0      | 0    | 2      | 0        |
| David Kipiani                     | 1997      | 7      | 4      | 1    | 2      | 57,1     |
| Vladimir Gutsaev                  | 1998-1999 | 13     | 5      | 3    | 5      | 38,5     |
| Johan Boskamp                     | 1999      | 5      | 0      | 1    | 4      | 0        |
| David Kipiani Revaz Dzodzuashvili | 2000-2001 | 16     | 5      | 5    | 6      | 31,3     |
| Aleksandr Chivadze                | 2001-2003 | 11     | 4      | 3    | 4      | 36,4     |
| Ivo Šušak                         | 2003      | 2      | 1      | 0    | 1      | 50       |
| Merab Jordania                    | 2003      | 3      | 1      | 0    | 2      | 33,3     |
| Gocha Tkebuchava                  | 2004      | 3      | 0      | 0    | 3      | 0        |
| Alain Giresse                     | 2004-2005 | 10     | 2      | 2    | 6      | 20       |
| Gayoz Darsadze                    | 2005      | 7      | 2      | 2    | 3      | 28,6     |
| Klaus Toppmöller                  | 2006-2008 | 24     | 7      | 4    | 13     | 29,2     |
| Petar Segrt                       | 2008      | 2      | 0      | 1    | 1      | 0        |
| Héctor Cúper                      | 2008-2009 | 16     | 1      | 4    | 11     | 6,3      |
| Temuri Ketsbaia                   | 2009-2014 | 40     | 13     | 9    | 18     | 32,5     |
| Kakhaber Tskhadadze               | 2014-2016 | 10     | 3      | 1    | 6      | 30       |
| Vladimír Weiss                    | 2016-2020 | 47     | 16     | 15   | 16     | 34       |
| Ramaz Svanadze                    | 2020-2021 | 1      | 0      | 1    | 0      | 0        |
| Willy Sagnol                      | 2021-     | 48     | 22     | 9    | 17     | 45,83    |

### Anciennes gloires géorgiennes de l'URSS
- Alexander Chivadze
- David Kipiani
- Murtaz Khurtsilava
- Slava Metreveli
- Ramaz Shengelia
- Kakhaber Tskhadadze
- Vitali Darasselia

## Records individuels
| Rang | Sélections | Joueur              | Carrière  | Buts |
| ---- | ---------- | ------------------- | --------- | ---- |
| 1    | 124        | Guram Kashia        | 2009-     | 3    |
| 2    | 101        | Jaba Kankava        | 2004-     | 10   |
| 3    | 100        | Levan Kobiashvili   | 1996-2011 | 12   |
| 4    | 94         | Zurab Khizanishvili | 1999-2015 | 1    |
| 5    | 83         | Kakha Kaladze       | 1996-2011 | 1    |
| 6    | 78         | Giorgi Loria        | 2008-     | 0    |
| 7    | 73         | Otar Kakabadze      | 2015-     | 0    |
| 8    | 70         | Alexander Iashvili  | 1996-2011 | 15   |
| 9    | 70         | Giorgi Nemsadze     | 1992-2004 | 1    |
| 10   | 63         | Valeri Qazaishvili  | 2014-2022 | 13   |

| Rang | Buts | Joueur               | Carrière  | Sélections | Ratio |
| ---- | ---- | -------------------- | --------- | ---------- | ----- |
| 1    | 26   | Shota Arveladze      | 1992-2007 | 62         | 0,41  |
| 2    | 20   | Georges Mikautadze   | 2021-     | 37         | 0,54  |
| 3    | 18   | Kvicha Kvaratskhelia | 2020-     | 41         | 0,43  |
| 4    | 17   | Temur Ketsbaia       | 1990-2003 | 52         | 0,33  |
| 5    | 15   | Alexander Iashvili   | 2003-2014 | 69         | 0,21  |
| 6    | 13   | Tornike Okriashvili  | 2010-2021 | 50         | 0,26  |
| 6    | 13   | Valeri Qazaishvili   | 2014-2022 | 63         | 0,21  |
| 8    | 12   | Giorgi Demetradze    | 1996-2007 | 56         | 0,21  |
| 8    | 12   | Levan Kobiashvili    | 1996-2011 | 100        | 0,12  |
| 10   | 10   | Jaba Kankava         | 2004-2021 | 100        | 0,1   |

Les joueurs en gras sont encore en activité.